# Håkan Sandqvist
Håkan Sandqvist, född 5 maj 1882 i Hudiksvalls församling, Gävleborgs län, död 14 november 1930 i Kungsholms församling, Stockholm, var en svensk kemist. 
Han var son till Svante Sandqvist.
Sandqvist blev filosofie doktor 1912, docent i kemi samma år samt t.f. professor 1917–19, allt vid Uppsala universitet, 1921 lektor i kemi och träets kemiska teknologi vid tekniska läroverket i Härnösand samt var rektor där 1923–24. Från 1924 var han professor i kemi och kemisk farmaci vid Farmaceutiska institutet. Han utförde bland annat omfattande kemiska undersökningar över kolvätet fenantren och dess derivat, över flytande kristalliniska vätskor och över en del biprodukter från kemiska industrier.
Sandqvist skrev Vattnet (1907; andra upplagan 1920) samt ett antal kemiska avhandlingar i in- och utländska tidskrifter. För sina kemiska arbeten erhöll han pris och understöd av bland annat Vetenskapssocieteten i Uppsala och Vetenskapsakademien.